# 缅甸锥
缅甸锥（学名：Castanopsis birmanica）是壳斗科锥属的一种高大乔木，可生长至高达35米。分布于缅甸以及中国的云南地区。

## 特征描述
缅甸锥的叶片呈长圆形，顶端渐尖，基部渐狭至圆饨，叶缘整齐，两面光滑无毛。每边叶片具有12-16条侧脉，叶背凸起，网状脉清晰可见。壳斗通常呈圆球形，通常在基部形成合生刺束，将壳斗完全覆盖。每个壳斗内含一颗坚果，呈扁球形。果实成熟期为8-11月。